# Црнач (Какањ)
Црнач је насељено мјесто у Босни и Херцеговини у општини Какањ које административно припада Федерацији Босне и Херцеговине. Према попису становништва из 1991. у насељу је живјело 599 становника.

## Становништво
| Националност       | 1991.        | 1981.        | 1971.        |
| Муслимани          | 332 (55,42%) | 274 (45,06%) | 324 (49,61%) |
| Хрвати             | 266 (44,40%) | 320 (52,63%) | 326 (49,92%) |
| Срби               | 1 (0,16%)    | 1 (0,16%)    | 1 (0,15%)    |
| Југословени        | 0            | 11 (1,80%)   | 2 (0,30%)    |
| остали и непознато | 0            | 2 (0,32%)    | 0            |
| Укупно             | 599          | 608          | 653          |